# Paratanytarsus boiemicus
Paratanytarsus boiemicus är en tvåvingeart som beskrevs av Jean-Jacques Kieffer 1922. Paratanytarsus boiemicus ingår i släktet Paratanytarsus och familjen fjädermyggor. Arten har ej påträffats i Sverige. Inga underarter finns listade i Catalogue of Life.